# ICanHazPDF

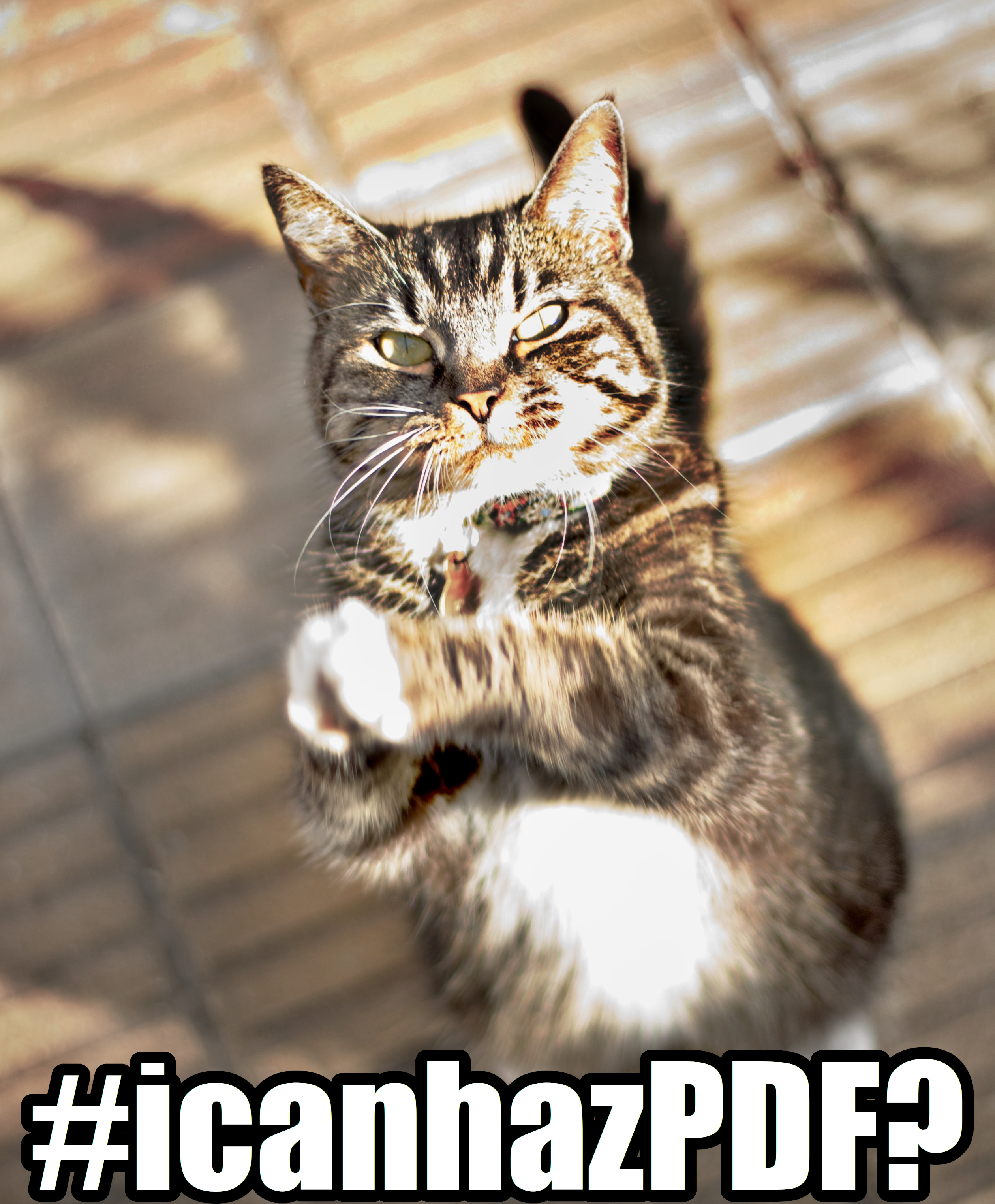
Meme de un gato suplicante pidiendo el PDF de algún artículo científico de pago con el hashtag #icanhazPDF

#ICanHazPDF es un hashtag utilizado en Twitter para solicitar acceso a artículos de revistas académicas que están detrás de muros de pago. Comenzó en 2011 por la científica Andrea Kuszewski. El nombre se deriva del meme I Can Has Cheezburger?.

## Proceso
Los usuarios solicitan artículos al tuitear el título de un artículo, DOI u otra información vinculada como el enlace de un editor, su dirección de correo electrónico y la etiqueta "#ICanHazPDF". Alguien que tenga acceso al artículo podría enviarlo por correo electrónico. Luego, el usuario elimina el tuit original. Alternativamente, los usuarios que no deseen publicar su dirección de correo electrónico pueden usar la mensajería directa para intercambiar información de contacto con un voluntario que se  ofrezca a compartir el artículo de interés.

## Uso y popularidad
La práctica equivale a una infracción de derechos de autor en numerosos países y, por lo tanto, es posiblemente parte de la tendencia del acceso abierto negro. La mayoría de las solicitudes son de artículos publicados en los últimos cinco años y la mayoría de los usuarios son de países de habla inglesa. Las solicitudes de artículos de biología son más comunes que las de otros campos, a pesar de que los precios de suscripción para química, física y astronomía son, en promedio, más altos que los de biología. Las posibles razones por las que las personas usan la etiqueta incluyen la renuencia de los lectores a pagar por el acceso a los artículos y la velocidad del proceso en comparación con la mayoría de los préstamos interbibliotecarios universitarios.